# Serralongue
Serralongue (em catalão:  Serrallonga) é uma comuna francesa na região administrativa da Occitânia, no departamento dos Pirenéus Orientais. Estende-se por uma área de 23.04 km², e possui 223 habitantes, segundo o censo de 2018, com uma densidade de 9.7 hab/km².